# 참파사크주
참파사크주(라오어: ຈຳປາສັກ 짬빠삭)는 라오스 최남단에 위치한 주로, 라오스 남부 지방의 교역과 산업의 중심지이다. 북쪽으로는 살라완주, 북동쪽으로는 세꽁주, 동쪽으로는 앗따쁘주와 접하며 남쪽으로는 캄보디아, 서쪽으로는 태국과 국경을 접한다. 태국과의 국경 지대에서는 메콩강이 흐른다.

## 기후
연 평균 기온은 28.8도이며 5월부터 10월까지의 우기와 11월부터 4월까지의 건기가 존재한다.

## 인구
약 60만 명의 인구가 거주하며 인구밀도는 1km2당 36명이다. 17개 민족이 거주하며 인구 구성은 저지 라오족 36%, 구릉 라오족 42%, 고지 라오족 19%이다.

## 산업
전체 인구의 74%가 농업에 종사하고 있으며 GDP는 1억8300만불(2003년)이다. 농산물이 60%를 차지하며 제조업이 9%, 서비스업이 14%를 차지하고 있다. 1인당 GDP는 281달러이다.